# Geneviève Laurenceau
Pour les articles homonymes, voir Laurenceau.
Geneviève Laurenceau (née le 2 novembre 1977 à Strasbourg) est une violoniste française. 

## Biographie
Née à Strasbourg, Geneviève Laurenceau commence le violon à 3 ans et se produit dès l'âge de 9 ans avec l’orchestre de chambre philharmonique de sa ville natale. Elle suit les cours de Wolfgang Marschner (de) et de Zakhar Bron en Allemagne, puis se perfectionne auprès de Jean-Jacques Kantorow à Rotterdam.
Après plusieurs succès internationaux et un Premier prix au Concours international de Novossibirsk (Russie), elle obtient le grand prix de l’Académie internationale Maurice Ravel à Saint-Jean-de-Luz en septembre 2001. L’année suivante, elle remporte le 5e concours « Le violon de l’Adami » et réalise un CD à cette occasion, en compagnie du pianiste Jean-Frédéric Neuburger.

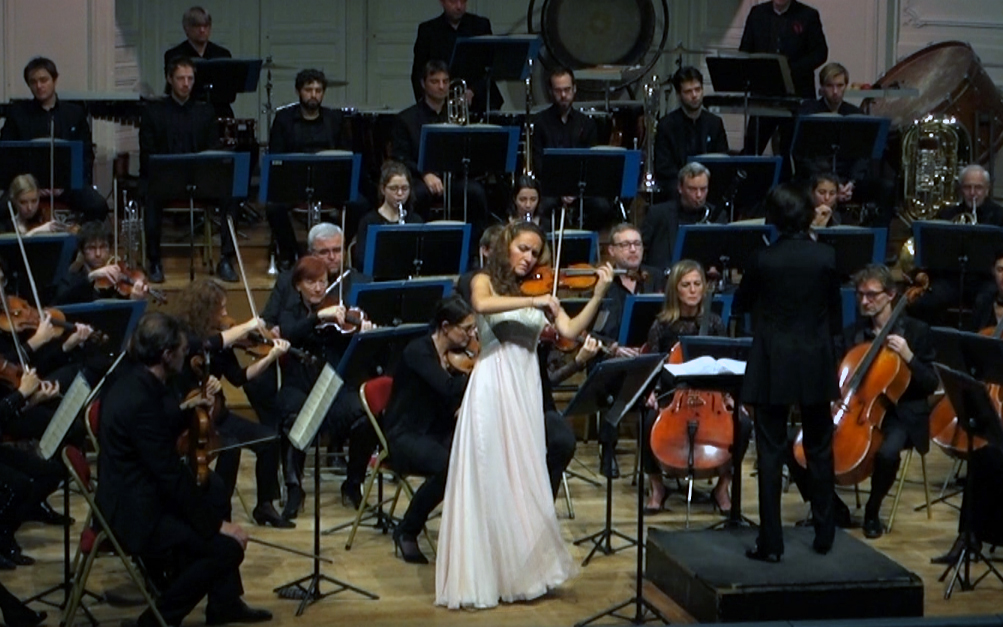
Geneviève Laurenceau en concert à la Salle Gaveau, novembre 2018.

## Carrière
Geneviève Laurenceau est invitée à se produire en soliste des orchestres français et internationaux, sous la direction de chefs tels que François-Xavier Roth, Michel Plasson, Tugan Sokhiev, Ilan Volkov, Kees Bakels, Walter Weller, Jean-Jacques Kantorow, Frédéric Lodéon… Elle s’adonne à la musique de chambre, aux côtés de Stephen Kovacevich, Philippe Jaroussky, Jean-Frédéric Neuburger, Lili Maijala, Bertrand Chamayou, David Bismuth, David Kadouch et Victor-Julien Laferrière. Elle est fondatrice et membre du quintette Smoking Joséphine regroupant Olivia Hughes, Marie Chilemme, Hermine Horiot et Laurène Durantel.
Elle travaille avec des compositeurs tels que Karol Beffa, qui lui dédie « Supplique » pour violon seul ainsi que « Cinq pièces » pour violon (ou alto) et piano, Nicolas Bacri, Bruno Mantovani ou Philippe Hersant, dont elle crée « Nostalgia », œuvre pour violon et chœur. Benjamin Attahir lui dédie « Nachtspiel » pour violon et orchestre. Elle joue dans des festivals en France - tels Strasbourg, Colmar, Prades, les Serres d’Auteuil, le Midem à Cannes - et à l’étranger - Kuhmo (Finlande), la MDR à Dresde, la NDR à Hambourg, la Fondation Mehta à Bombay… et dans des lieux comme la Philharmonie de Paris, La Seine musicale, l'Auditorium de Radio France, le Théâtre du Châtelet, la Salle Gaveau, la Halle aux Grains de Toulouse, l’Arsenal de Metz, l’Opéra-Théâtre d’Avignon, le Métropole de Lausanne, le Palais des Beaux- Arts à Bruxelles, la Tapiola à Helsinki, le Palacio.
Son album des sonate et trio de Magnard (réalisé avec Olivier Triendl et Maximilian Hornung), sorti sous le label CPO, s'est vu attribuer un diapason d'or.
Professeur, Geneviève est invitée aux académies d'Annecy et de Dartington (Angleterre), où elle se produit aux côtés du pianiste Stephen Kovacevic. Elle est également professeur et encadre les masterclasses de l'Académie musicale Philippe Jaroussky.
En 2011, elle est élue par le magazine musical ResMusica « artiste de l’année », et bénéficie également du soutien de la Fondation d’entreprise Safran pour la musique .
Geneviève Laurenceau est présidente et directrice artistique du Festival de musique de chambre d'Obernai, qu’elle a créé en 2009.
De 2007 à 2017, elle a été premier violon supersoliste de l'Orchestre national du Capitole de Toulouse.
Geneviève Laurenceau joue sur un violon « Shéhérazade » de Charles Coquet datant de mars 2017. Depuis l'été 2021, elle joue également sur un violon italien de 1700, de Goffredo Cappa.

## Prix et distinctions
- Premier prix au Concours international de Novossibirsk (Russie)
- Grand prix de l’Académie internationale Maurice Ravel à Saint-Jean-de-Luz (septembre 2001)
- Premier prix du 5e concours « Le violon de l’Adami » (2002)
- Artiste de l'année 2011 (prix décerné par RESMUSICA)
- Diapason d'or pour son CD consacré à Albéric Magnard (décembre 2015[10])

## Discographie
- « Paris 1900 » avec David Bismuth , piano (Naïve)
- « La symphonie des Oiseaux » avec Shani Diluka, les Chanteurs d'oiseaux (Mirare)
- « Rabl : Chamber Music » avec Wenzel Fuchs clarinette, Geneviève Laurenceau violon, Laszlo Fenyö violoncelle, Oliver Triendl piano (CPO)
- « Albéric Magnard, Trio pour piano, Sonate pour violon » avec Maximilien Horning (violoncelle) et Olivier Triendl (piano) (CPO)
- « Concerto pour violon n° 2 » de Prokoviev avec l’Orchestre National du Capitole de Toulouse sous la direction de Tugan Sokhiev (Naïve)
- « Sonates » de Brahms, avec Johan Farjot (Zig-zag Territoires) / 5 diapason
- Mozart : Quatuor et Quintette avec hautbois avec David Walter hautbois, Lise Berthaud alto, Diana Ligeti violoncelle (Polymnie)
- André Gedalge : Sonate pour violon et piano, avec Lorène de Ratuld piano (Polymnie)
- Durosoir : répertoire pour violon et piano avec Lorène de Ratuld, piano (Alpha)
- « Quintette de César Franck et Quatuor avec piano op. 30 » d’Ernest Chausson, avec l’ensemble Musique Oblique (Alphée, ffff Télérama, choc du Monde de la Musique)
- « Quatuor avec piano » et « la Bonne Chanson » de Fauré, avec l'ensemble Contraste et Karine Deshayes (Zig-zag Territoires).
- « Masques », intégrale de la musique de chambre de Karol Beffa, avec l'ensemble Contraste (Triton).
- « Café 1930 », tangos de Piazzolla, Gardel... avec l'ensemble Contraste (Zig-zag Territoires).